# Adolfo Rodríguez Saá
Adolfo Rodríguez Saá Páez Montero, argentinski odvetnik in politik, * 25. julij 1947, San Luis, Argentina.
Saá je bil predsednik Argentine leta 2001.